# Carlos Silva Valente
Carlos Alberto Silva Valente (25 de juliol de 1948 - 20 de juny de 2024) va ser un àrbitre de futbol portuguès. És conegut per haver arbitrat tres partits de la Copa del Món de la FIFA, un la de 1986 i dos la de 1990.